# Casa de apostas

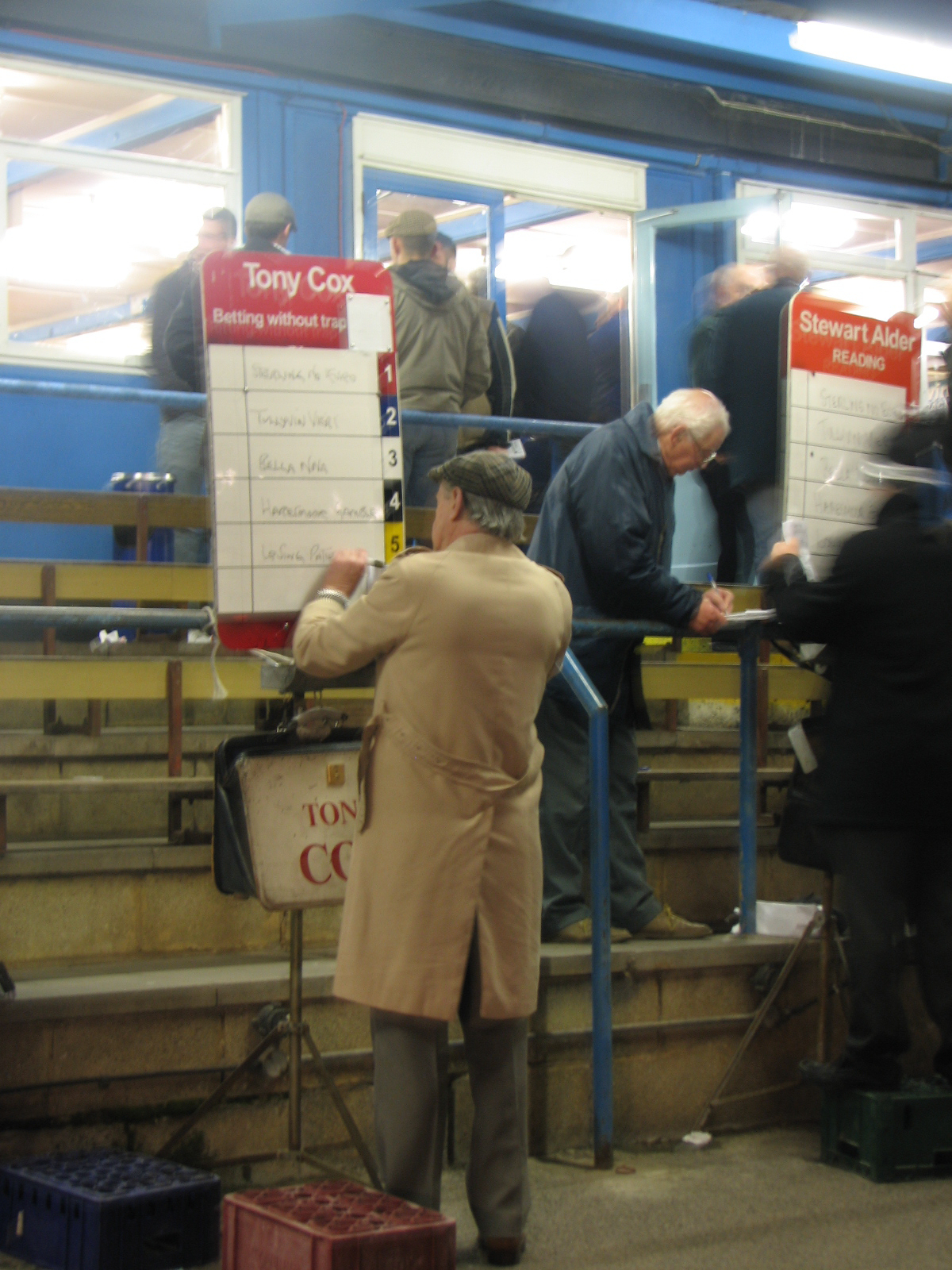
Bookmakers

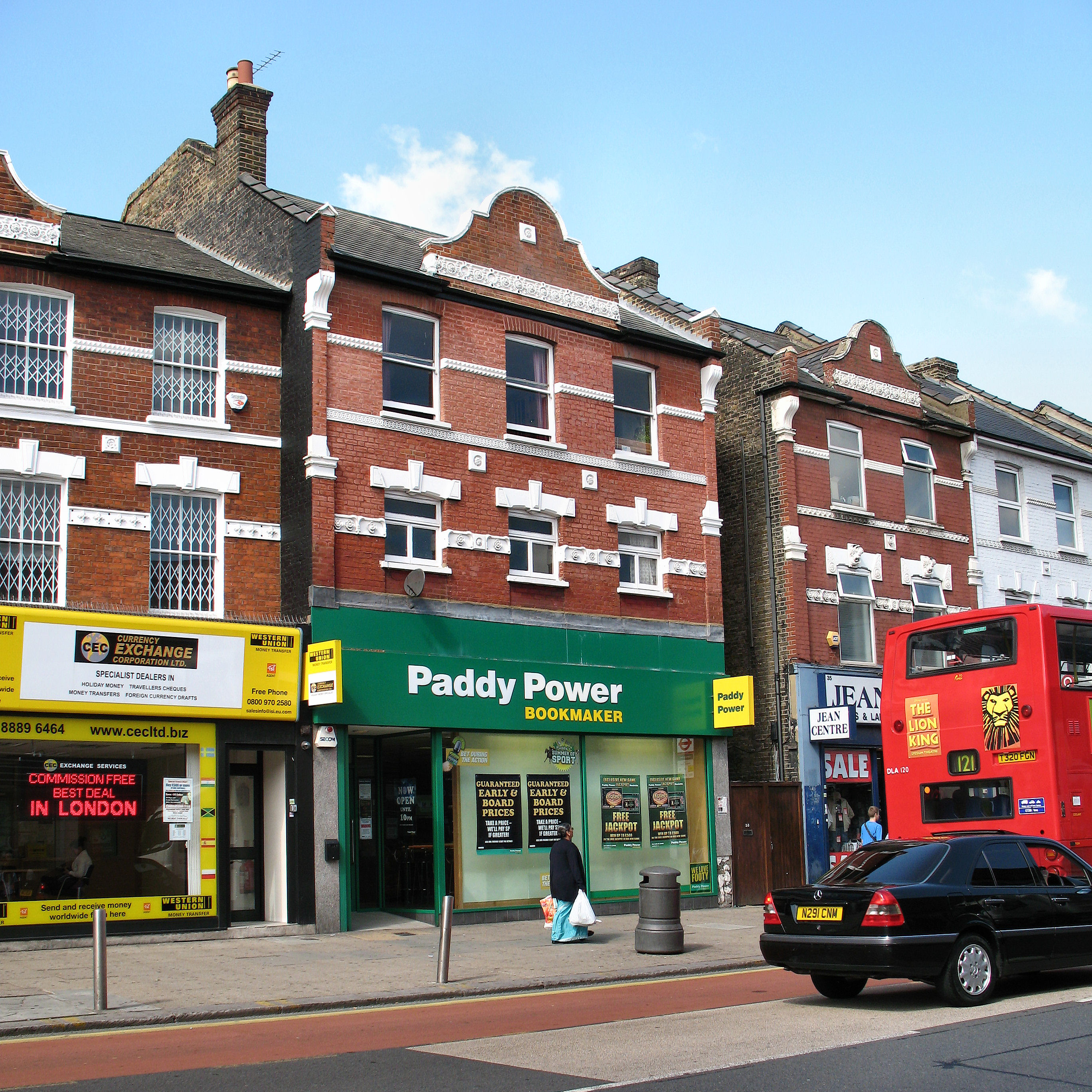
Loja de agente de apostas no Reino Unido

Casa de apostas é uma empresa que está registada e licenciada para aceitar apostas dos clientes (os apostadores) na previsão de um certo acontecimento e com o potencial lucro calculado com base nas probabilidades oferecidas por essa casa de apostas para esse acontecimento.

## Funcionamento de uma casa de apostas
O maior mercado das casas de apostas são as apostas desportivas, mas também oferecem aos seus clientes apostas em eventos políticos, etc. Normalmente, as casas de apostas online oferecem também jogos em casino online e pôquer online para os seus clientes.
O mercado e meio de operação preferencial para operação destas empresas é a Internet. Uma casa de apostas necessita apenas de um website onde os seus clientes (os apostadores) se registam, depositam dinheiro para apostar, escolhem a(s) aposta(s) que querem fazer e apostam. Depois vêem o seu saldo atualizado consoante o resultado dessa aposta e podem fazer novas apostas ou levantar o dinheiro. Existem alguns fatores que determinam as probabilidades, mas o mais importante é a margem do agente de apostas. A margem é a porcentagem de cada aposta que o agente de apostas mantém como lucro. Mas, não é apenas com dinheiro real que você pode apostar. Em decorrência do aumento da popularidade do Bitcoin, casas de apostas e casinos online começaram a permitir que os jogadores utilizem este meio de pagamento em suas plataformas: de apostas em moeda fiduciária a apostas em criptomoedas.

## Casas de apostas na tradição europeia
As casas de apostas são muito populares em todo o Reino Unido e Irlanda. É frequente ver nestes países agentes de apostas com lojas nas principais áreas comerciais de cidades e vilas. No Reino Unido, o mercado das apostas encontra-se legalizado desde 1 de Maio de 1961. Os agentes de apostas registados no IBAS (Independent Betting Adjucation Service) são os únicos reconhecidos legalmente no país. Algumas das casas de apostas reconhecidas pelo IBAS são a Ladbrokes, Coral, BetFred, William Hill, Paddy Power. A esmagadora maioria destas empresas criou websites, aceitando apostas de clientes espalhados um pouco por todo o mundo.

## Casas de apostas no Brasil
No Brasil, as apostas esportivas estão passando por um processo de regulamentação. Com o crescimento do número de casas de apostas online atuando no Brasil e do número de apostadores brasileiros, o Governo Federal passou a observar o crescimento da atividade no país, vendo, assim, uma oportunidade de arrecadar impostos referentes às apostas. Portanto, em 2018, o então presidente da época, Michel Temer, sancionou a lei 13.756 que permite as apostas com cotas fixas, que é justamente o modelo de apostas praticado pelas casas de apostas online. Além disso, essa lei previa um prazo de 4 anos para que o governo discutisse a questão da regulamentação da atividade no país, ou seja, como será feita a concessão da atividade para as casas de apostas online e também como será o modelo de tributação adotado. 
Em 2023 o processo de regulamentação finalmente avançou. Atualmente, a lei já tem definidos todos os aspetos centrais do enquadramento legal e espera a aprovação do senado. O Ministério da Fazenda será responsável por emitir as licenças para as casas de apostas e supervisionar toda a atividade no país. A licença deverá custar R$30 milhões e ser válida por 4 anos. As casas de apostas deverão ainda pagar uma taxa de 18% sobre a sua receita e assumir maior responsabilidade na promoção do Jogo Responsável.
Em outubro de 2024, o governo brasileiro listou os sites autorizados para atuar no país, a lista exclui empresas como Esportes da Sorte e VaideBet, contudo, a segunda recebeu autorização estadual da  Loterj (Loteria Estadual do Estado do Rio de Janeiro), uma autarquia do Governo do Estado do Rio de Janeiro.

## Casas de Apostas em Portugal
Em Portugal existe uma legislação mais rígida do que no Brasil, que obriga as casas de apostas a terem uma licença emitida pelo órgão regulador português (SRIJ - Serviço de Regulação e Inspeção de Jogos) para operar no país.
Com a regulamentação do mercado de apostas online em Portugal em 2015, abriu-se a porta para que os jogadores portugueses pudessem operar nas apostas desportivas de forma legal e segura. Assim, existem mais de 15 apostas desportivas online legais em Portugal. Estas casas possuem uma licença válida emitida pelo SRIJ. Além disso, todos os mercados de apostas são transparentes e seguros. Em 2020, após 5 anos de legalização, cerca de 15 novos operadores conseguiram obter uma licença para explorar o mercado português. Todos eles têm que cumprir uma série de obrigações legais, fiscais e de segurança para tornar seus jogos online e mercados de apostas legalmente disponíveis no país.